# Partir
Partir (bra/prt: Partir) é um filme francês de 2009, do gênero drama romântico, dirigido por Catherine Corsini, com roteiro dela e Gaeelle Mace.
Estrelado por Sergi López, Kristin Scott Thomas e Yvan Attal, Partir foi exibido na Mostra Internacional de Cinema de São Paulo 2009 e no Festival do Rio 2009.

## Sinopse
Suzanne tem uma vida tranquila e confortável com o marido e os dois filhos, mas essa felicidade é aparente. Sentindo-se vazia, decide retomar o trabalho como fisioterapeuta, o qual abandonara há anos para se casar. No trabalho, conhece Ivan, emigrante galego que trabalha na construção civil, e a simpatia inicial vai se transformando numa paixão arrebatadora, que ameaça abalar a estabilidade de Suzanne.

## Elenco
- Kristin Scott Thomas como Suzanne
- Sergi López como Ivan
- Yvan Attal como Samuel
- Bernard Blancan como Rémi
- Aladin Reibel como Dubreuil
- Alexandre Vidal como David
- Daisy Broom como Marion
- Berta Esquirol como Berta
- Gérard Lartigau como Lagache
- Philippe Laudenbach como pai de Samuel
- Geneviève Casile como mãe de Samuel
- Michèle Ernou como mme. Aubouy

## Recepção
O filme foi moderadamente bem recebido pela crítica de cinema e atualmente possui uma classificação de 69% no Rotten Tomatoes.